# عبدالحسین روح‌الامینی
عبدالحسین روح‌الامینی (زادهٔ ۱ مرداد ۱۳۳۹) پزشک و سیاستمدار ایرانی است‌. وی رئیس شورای مرکزی حزب توسعه و عدالت ایران اسلامی و از استادان دانشکده داروسازی دانشگاه علوم پزشکی تهران است که نماینده دوره یازدهم و دوازدهم مجلس شورای اسلامی از حوزه انتخابیه تهران، ری، شمیرانات، اسلامشهر و پردیس است. 
وی مشاور کامران باقری لنکرانی وزیر بهداشت وقت و رئیس پیشین انستیتو پاستور بود که پیشتر نیز عضو شورای مرکزی جمعیت ایثارگران انقلاب اسلامی و مشاور انتخاباتی محسن رضایی نیز بوده‌است. همچنین او ریاست کمیته علمی، تحقیقاتی و فناوری دبیرخانه مجمع تشخیص مصلحت نظام را برعهده دارد. وی پیشتر رئیس خانه احزاب ایران بوده‌است.

## زندگی‌نامه
روح‌الامینی در سال‌های اول پس از انقلاب ۵۷ یکی از اعضای اصلی سازمان مجاهدین انقلاب اسلامی بود. همچنین او از دانشجویان شرکت‌کننده در ماجرای گروگان‌گیری در سفارت ایالات متحده آمریکا بوده‌است.
فرزند او، محسن روح‌الامینی، یکی از کشته‌شدگان حوادث پس از انتخابات ریاست‌جمهوری دورهٔ دهم است که پس از دستگیری در ۱۸ تیر، در بازداشتگاه کهریزک کشته شد که جزئیات این اتفاق در پرده ابهام است.

## مجلس شورای اسلامی
روح‌الامینی توانست در یازدهمین انتخابات مجلس شورای اسلامی با کسب ۷۷۹ هزار و ۴۷۹ رای، به عنوان نفر شانزدهم از حوزه انتخابیه تهران، ری، شمیرانات، اسلامشهر و پردیس از استان تهران انتخاب گردد.